# Славонски Шамац
Славонски Шамац (на хърватски: Slavonski Šamac) е село и община в Бродско-посавска жупания, Хърватия. Общината включва две населени места: Крушевица и Славонски Шамац.
Според преброяването от 2011 г. има 2169 жители, 99,1% от които хървати.